# Martha Jefferson
Martha Wayles Skelton Jefferson (ur. 19 października 1748 w hrabstwie Charles City, zm. 6 września 1782 w Monticello) – żona trzeciego prezydenta Stanów Zjednoczonych Thomasa Jeffersona. Nigdy nie była pierwszą damą, ponieważ zmarła na długo, zanim jej mąż objął urząd prezydenta (był nim w latach 1801–1809).

## Życiorys
Martha Wayles urodziła się 19 października 1748 roku w hrabstwie Charles City, jako córka angielskiego prawnika Johna Waylesa i jego pierwszej żony. Matka Marthy zmarła niedługo po porodzie, a jej ojciec jeszcze dwukrotnie się żenił. 20 listopada 1766 roku wyszła za mąż za Bathurda Skeltona, który pracował jako prawnik w Williamsburgu. Rok później narodził się ich syn, natomiast w 1768 roku Martha została wdową.
Wówczas Martha powróciła na plantację ojca, gdzie od 1770 roku spotykała się z Thomasem Jeffersonem. W 1771 zmarł jej syn, John. Ojciec Marthy był nieprzychylny Jeffersonowi, jednak para pobrała się 1 stycznia 1772 i wkrótce potem zamieszkała w Monticello – posiadłości Jeffersona. We wrześniu 1772 roku urodziło się ich pierwsze dziecko – córka Martha, zwana Patsy. Jeffersonowie mieli jeszcze pięcioro dzieci: cztery córki i jednego syna. Jedynie dwie córki: Martha i Mary dożyły wieku dorosłego. Po śmierci szóstego dziecka, w maju 1782 roku, Martha Jefferson poważnie zachorowała. Zmarła 6 września 1782 w Monticello, najprawdopodobniej w wyniku cukrzycy.